# Ямаші (Красночетайський район)
Ямаші́ (рос. Ямаши, чув. Ваçкаçырми) — присілок у Чувашії Російської Федерації, у складі Акчикасинського сільського поселення Красночетайського району.
Населення — 211 осіб (2010; 273 в 2002, 512 в 1979, 772 в 1939, 760 в 1926, 452 в 1897, 490 в 1869, 194 в 1795).
Національний склад (2002):
- чуваші — 100 %

## Історія
Історичні назви — Ємашева, Ямаш. Засновано 18 століття як виселок присілка Ямашева Аліковського району (сучасне Велике Ямашево). До 1863 року селяни мали статус удільних, займались землеробством, тваринництвом, виробництвом одягу. У кінці 18 століття діяв вітряк. 1930 року створено колгосп «Нове життя». До 1918 року присілок входив до складу Курмиської волості (у період 1835-1863 років — у складі Курмиського удільного приказу), до 1920 року — Красночетаївської волості Курмиського, до 1927 року — Пандіковської та Красночетаївської волостей Ядринського повітів. З переходом на райони 1927 року — спочатку у складі Красночетайського, у період 1962–1965 років — у складі Шумерлинського, після чого знову переданий до складу Красночетайського району.

## Господарство
У селі діють фельдшерсько-акушерський пункт та магазин.